# Meerkohl
Meerkohl (Crambe) ist eine Pflanzengattung in der Familie der Kreuzblütler (Brassicaceae). Die 34 bis 37 Arten sind von Mitteleuropa bis Westasien sowie Nordafrika und auf Kanarischen Inseln verbreitet; das Zentrum der Artenvielfalt ist der Mittelmeerraum.
Einige Arten wie der Echte Meerkohl wurden früher an der Nord- und Ostseeküste wild gesammelt und vor allem als Futterpflanze verwendet. Die Krambe wird als Nachwachsender Rohstoff vor allem als Ölpflanze für technische Öle und Wachse genutzt.
Mittlerweile steht Meerkohl in Deutschland jedoch unter Naturschutz. Als Halophyt, die an die erhöhten Salzgehalte an ihren Naturstandorten angepasst ist, besiedelt der Meerkohl vor allem salzhaltige Böden in kargen Küstengebieten und hat dort kaum Konkurrenz durch andere Pflanzen.

## Beschreibung

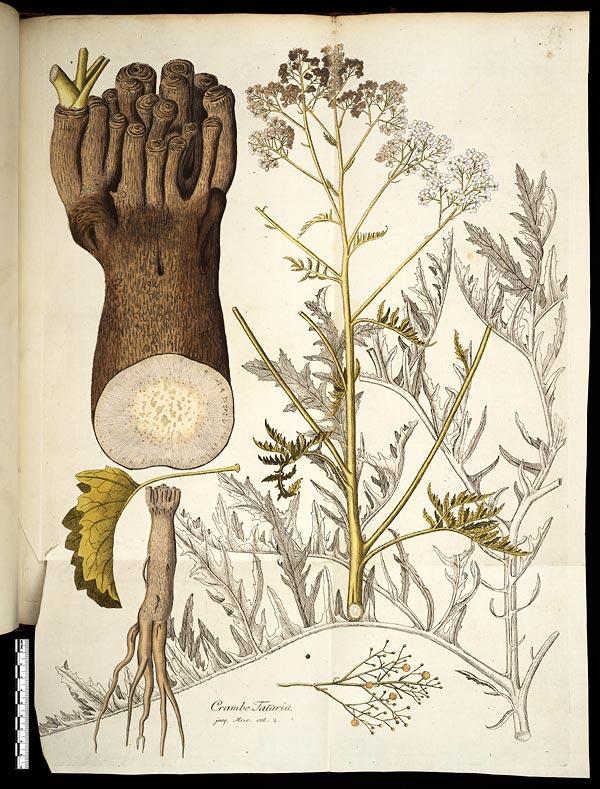
Illustration des Tatarischen Meerkohl (Crambe tataria)

### Vegetative Merkmale
Der Meerkohl wächst als überwinternd grüne, ausdauernde krautige Pflanze, die eine Wuchshöhen von 20 bis 50, selten bis zu 75 Zentimetern erreicht. Es wird eine dicke und verzweigte Wurzel gebildet. Der gedrungene, aufrechte Stängel ist vom Grund an sparrig verzweigt.
Die Laubblätter stehen in grundständigen Rosetten und am Stängel verteilt. Die unteren großen, kohlähnlichen Laubblätter sind 4 bis 16 Zentimeter lang gestielt. Die blaugrüne, fleischige und kahle Blattspreite ist mit einer Länge von 10 bis 40 Zentimetern und einer Breite von 8 bis 30 Zentimetern länglich oder elliptisch-eiförmig bis eiförmig mit gelappten sowie welligen Rand. Die oberen Laubblätter sind ähnlich; die obersten besitzen einen unregelmäßig geteilten oder gebuchtet-gezähnten Rand.

### Generative Merkmale
Die Blütezeit reicht von Mai bis Juli. Der stark verzweigte, doldentraubige Blütenstand ist vielblütig. Die duftenden Blüten sind zwittrig und vierzählig. Die vier Kelchblätter weisen eine Länge von 3 bis 4 Millimetern und eine Breite von 2 bis 3,5 Millimetern auf. Die vier weißen Kronblätter weisen eine Länge von 8 bis 12 (6 bis 15) Millimetern und eine Breite von 4 bis, meist 5 bis 7 Millimetern auf. Die Staubfäden sind 3 bis 4 Millimetern lang und die Staubbeutel sind 1 bis 1,5 Millimeter lang.
Der gedrungene Fruchtstiel besitzt eine Länge von 1,5 bis 3 (1 bis 3,7) Zentimeter. Das zweigliedrige Schötchen ist im unteren Teil mit einer Länge von 1 bis 4 Millimetern stielförmig. Das obere Teil ist mit einer Länge von 0,7 bis 1,2, selten bis zu 1,4 Zentimetern und einem Durchmesser von 6 bis 8 Millimetern fast kugelig bis eiförmig, hartschalig, gerippt sowie netznervig und enthält nur einen Samen. Der schwimmfähige Samen ist 4 bis 5 (bis 6) Millimeter groß. Die Früchte werden natürlicherweise im Brandungsgebiet verteilt.

## Vorkommen
Das Verbreitungsgebiet der Meerkohlarten liegt in Eurasien, Afrika und auf den makaronesischen Inseln. So findet sich der Echte Meerkohl an den Meeresküsten des Atlantik in Westeuropa, an der Küste der Ostsee sowie am Schwarzen Meer. Das Riesenschleierkraut ist im nördlichen Kaukasus heimisch, wurde jedoch als Futterpflanze in weiten Teilen Russlands und der Ukraine angebaut und ist heute bis nach Sibirien verbreitet. Crambe kotschyana lebt in Mittelasien, dem nordwestlichen Himalaya und dem nördlichen Iran und wird in Usbekistan kultiviert. Der Tatarische Meerkohl ist eine Wildpflanze der Steppengebiete Ost- und Südosteuropas und ist im Westen – als postglaziales Kältesteppenrelikt – bis nach Tschechien, Österreich und Italien und im Osten bis nach Sibirien verbreitet. Ein Endemit der Kanaren ist der Schmächtige Meerkohl (Crambe strigosa).
Echter Meerkohl (Crambe maritima) wurde auch in Deutschland, Baden-Württemberg (Kaiserstuhl) entdeckt. Er wächst dort auf Brachland, wo das Grundwasser sehr hoch ist.

## Systematik und Verbreitung

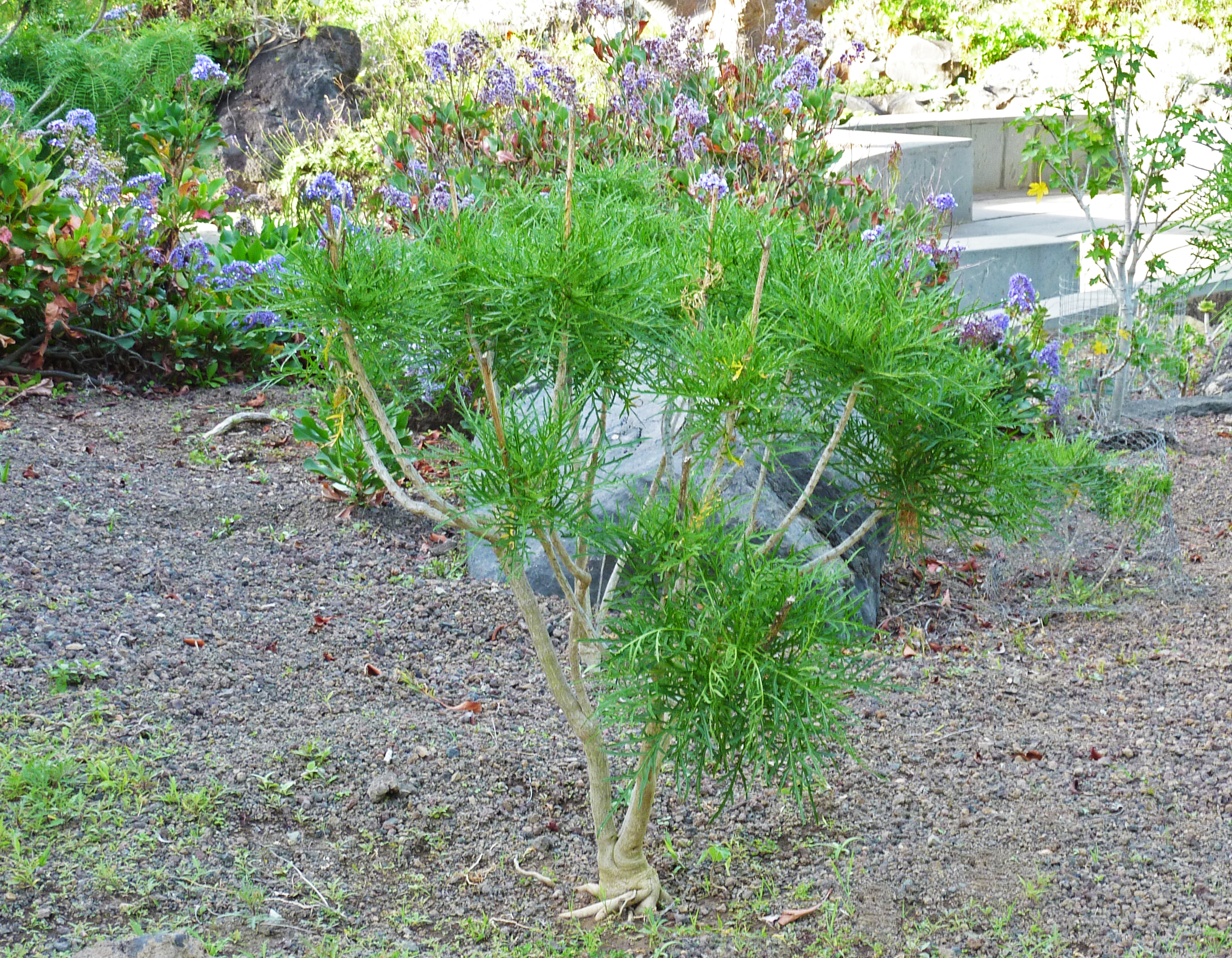
Crambe arborea

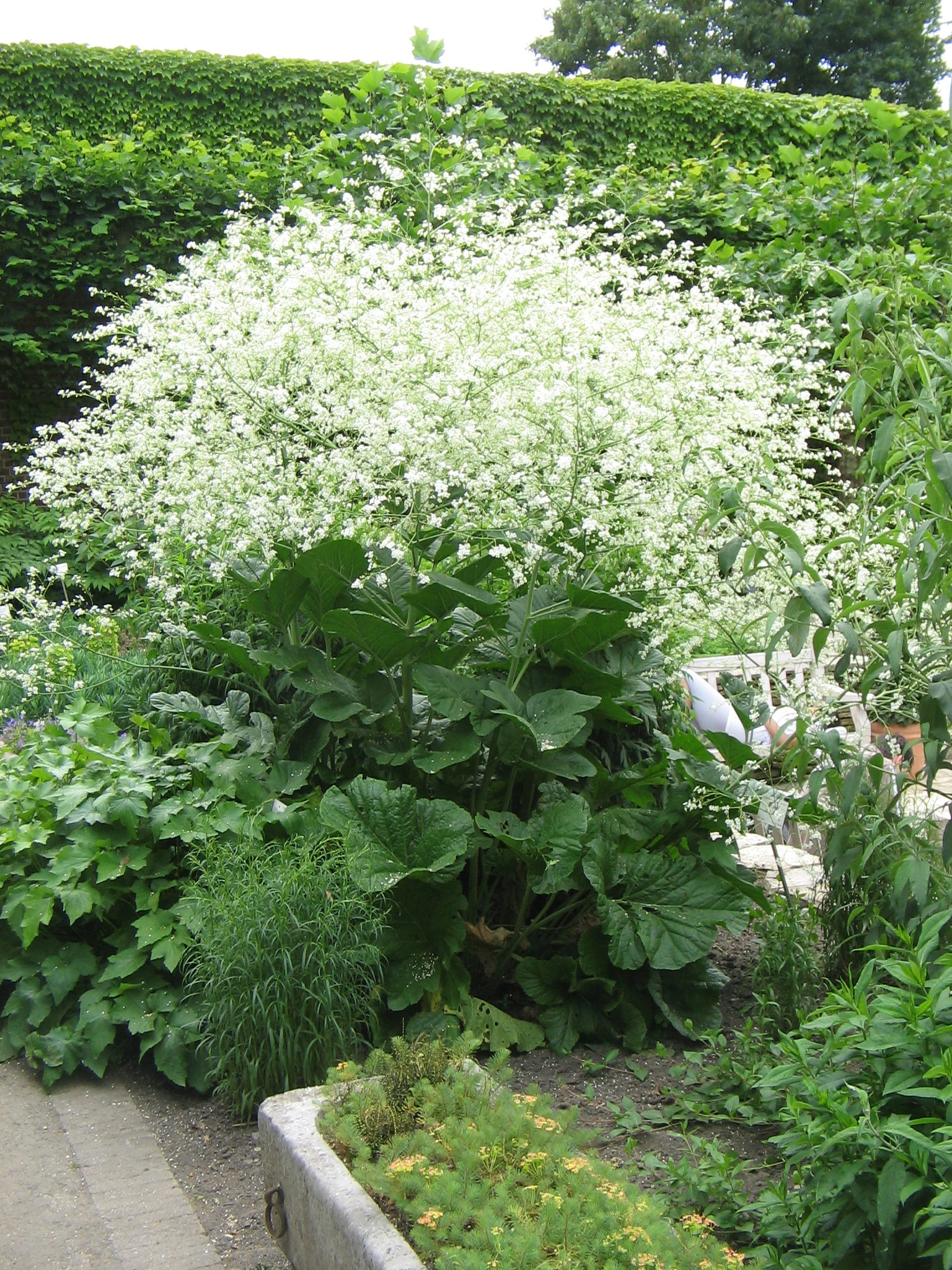
Riesenschleierkraut (Crambe cordifolia)

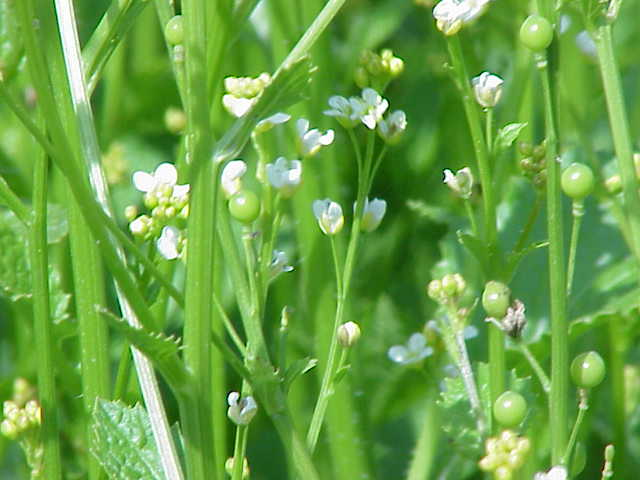
Krambe (Crambe hispanica subsp. abyssinica)

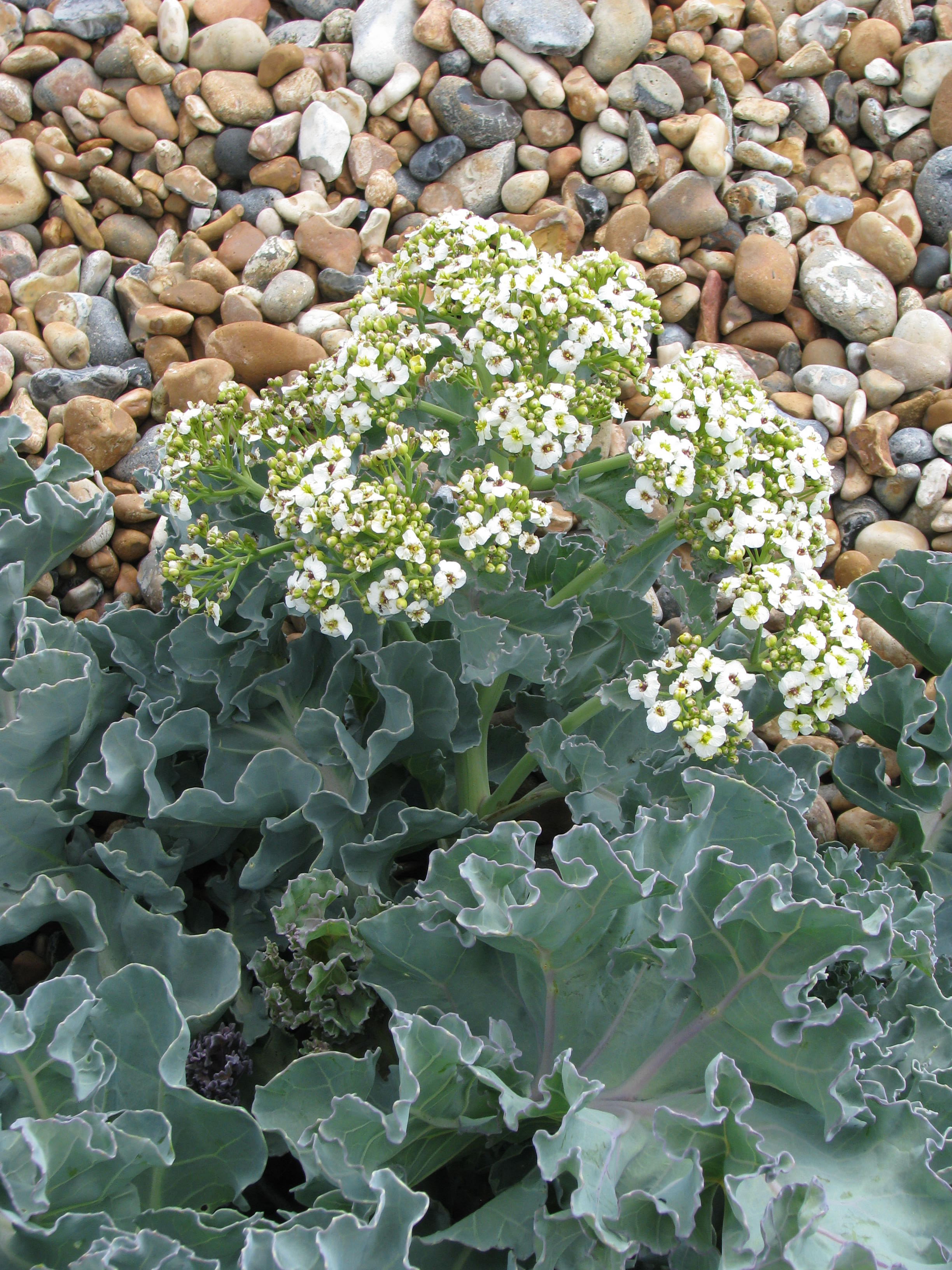
Echter Meerkohl (Crambe maritima)

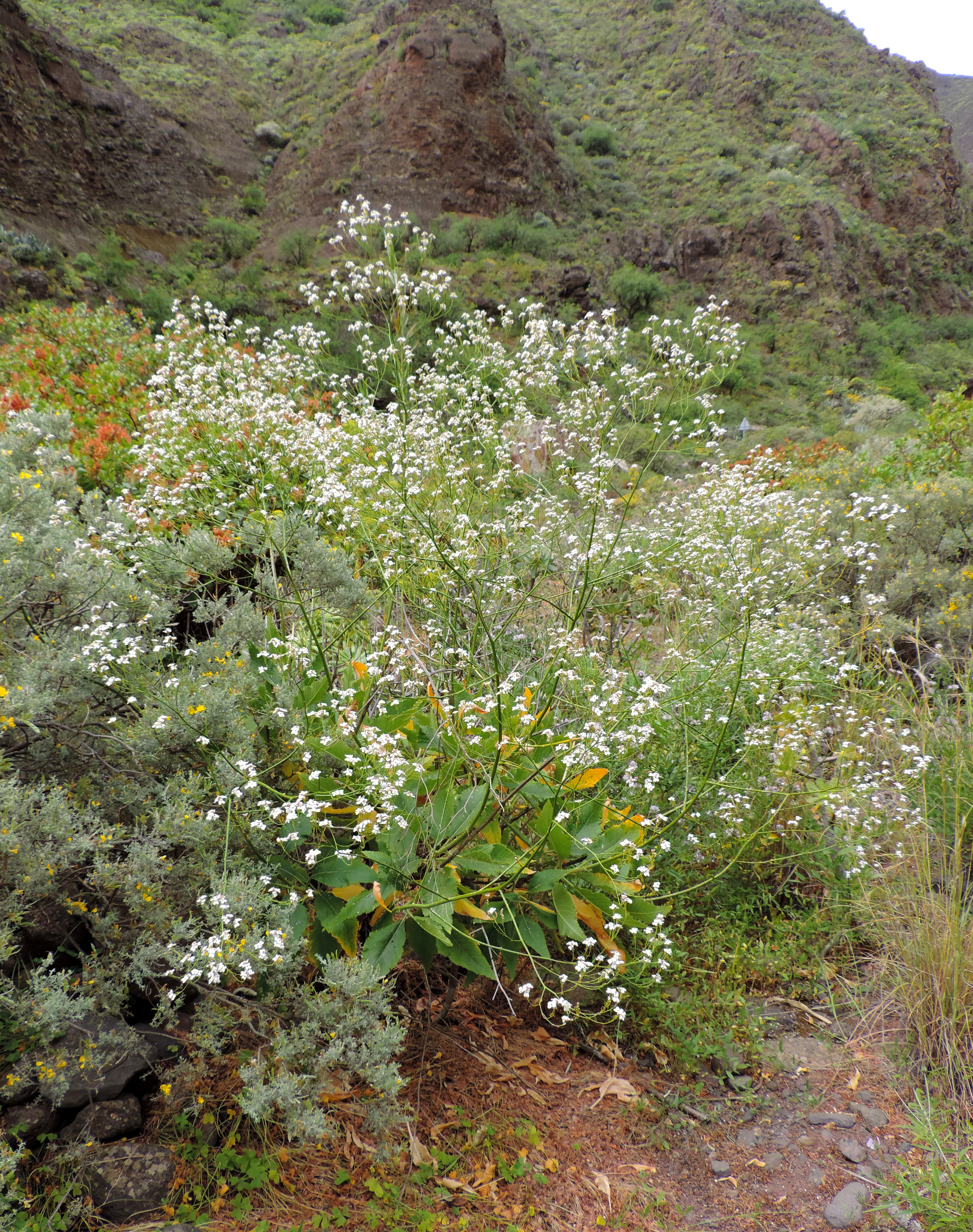
Habitus von Crambe pritzelii im Habitat

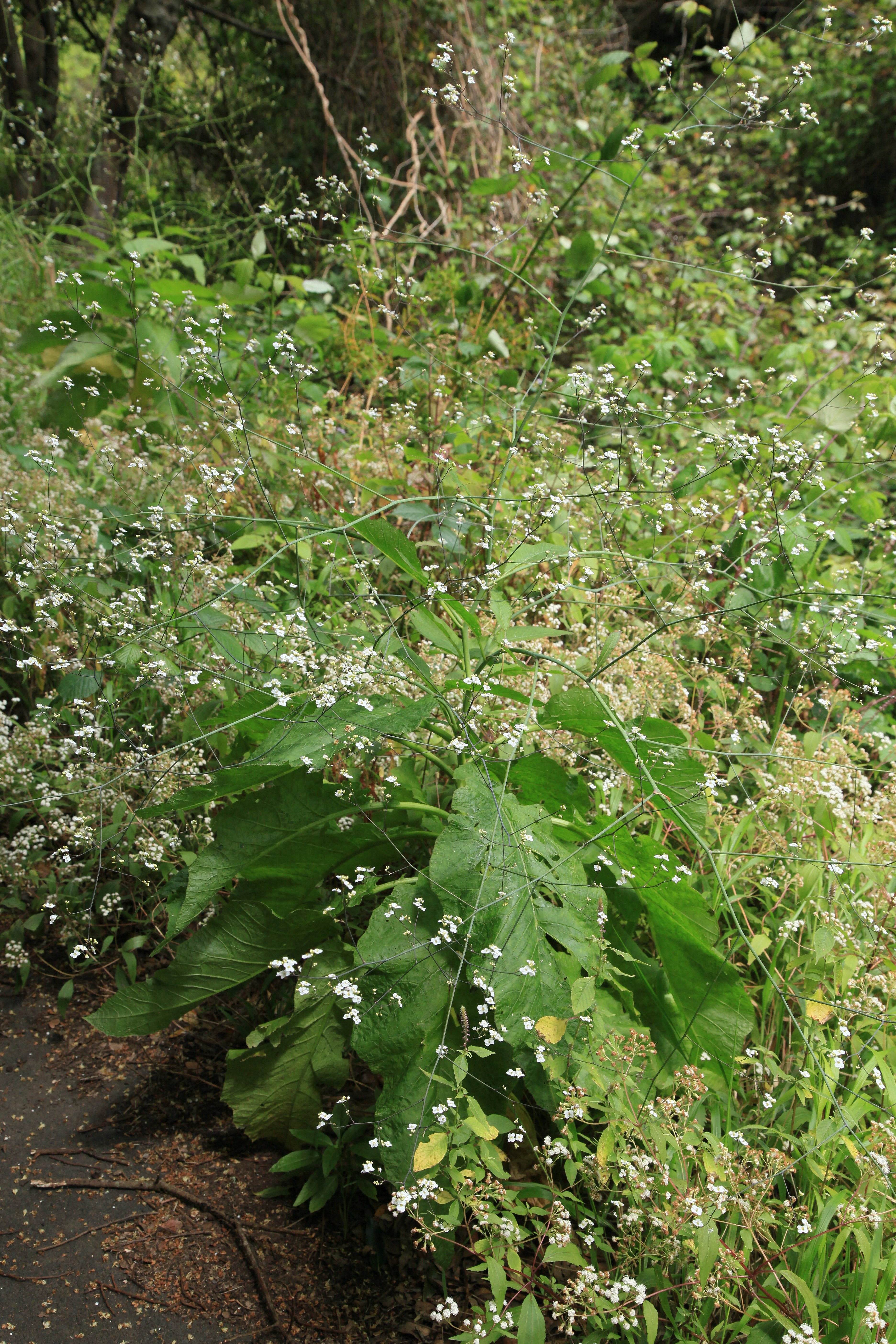
Crambe santosii

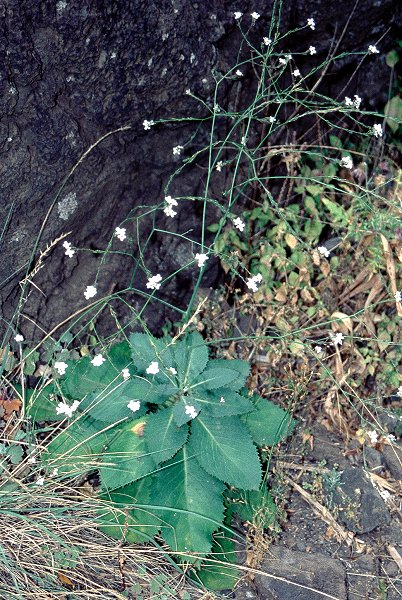
Schmächtiger Meerkohl (Crambe strigosa)

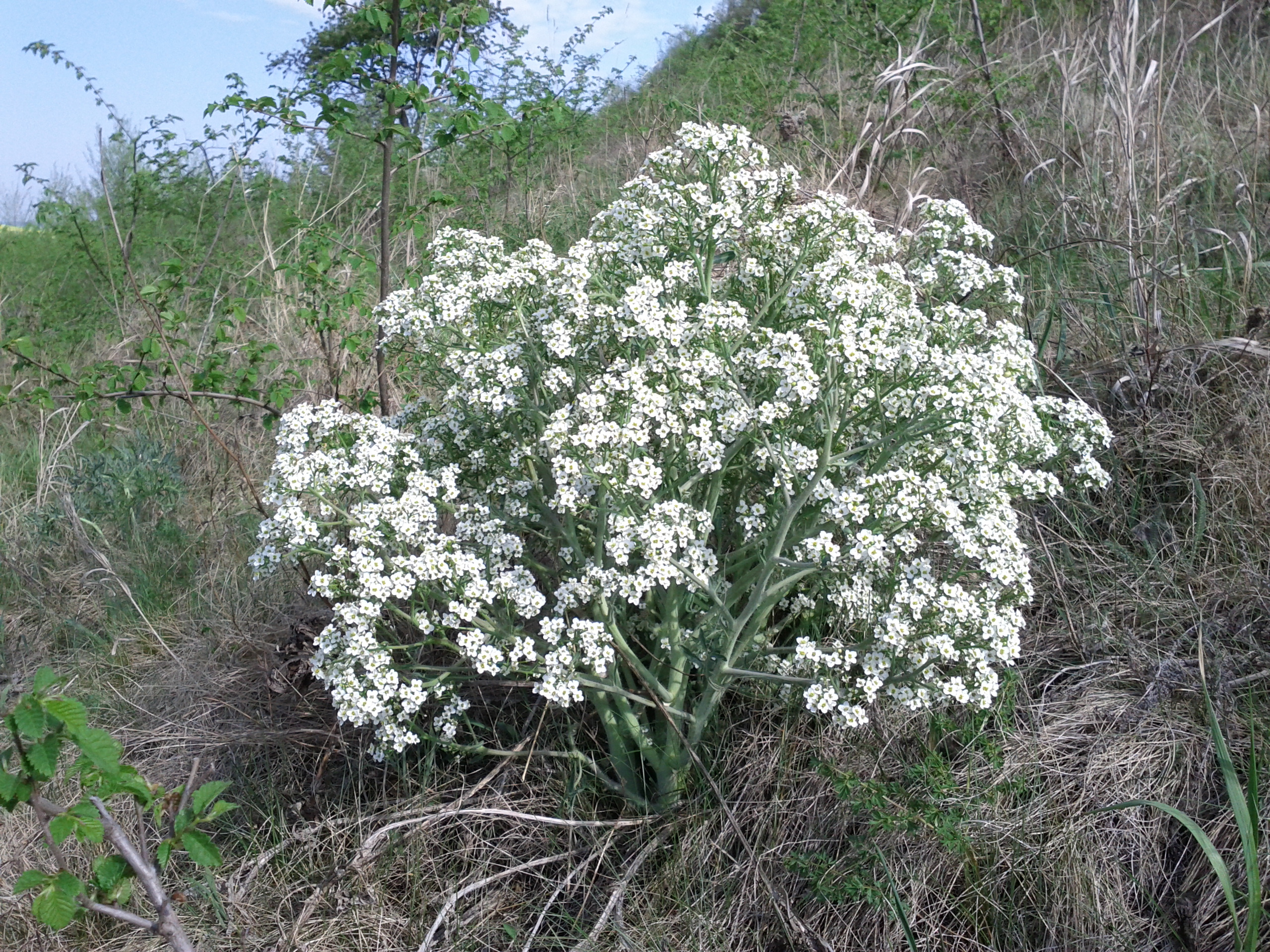
Tatarischer Meerkohl (Crambe tataria)

Die Gattung Crambe wurde durch Carl von Linné aufgestellt.
Die Gattung Crambe gehört zur Tribus Brassiceae innerhalb der Familie Brassicaceae.
Die Gattung Crambe wird in drei Sektionen gegliedert:
- Crambe sect. Crambe (Syn.: Crambe sect. Sarcocrambe DC.): Die etwa 16 Arten sind von Nord- über Osteuropa bis Zentralasien verbreitet.[3]
- Crambe sect. Dendrocrambe DC.: Die etwa 14 Arten kommen in Makaronesien vor.[4]
- Crambe sect. Leptocrambe DC.[5]

Die Gattung Crambe ist von Mitteleuropa bis Westasien sowie Nordafrika und Makaronesien verbreitet. Das Zentrum der Artenvielfalt ist der Mittelmeerraum. Etwa zehn Arten sind auch in Europa heimisch.
Die Gattung Crambe enthält 34 bis 37 Arten:
- Crambe alutacea Hand.-Mazz. (Syn.: Crambe orientalis var. alutacea (Hand.-Mazz.) Hedge & Hub.-Mor.): Sie kommt von der südlichen Türkei bis zum nordwestlichen Irak vor.[7]
- Crambe arborea Webb ex H.Christ:[7][8] Dieser Endemit kommt nur im südöstlichen Teil der Insel Teneriffa vor.[9]
- Crambe armena N.Busch:[7][8] Diese seltene und gefährdete Art kommt nur in Armenien und in Nakhichevan in Aserbaidschan vor.[9]
- Crambe aspera M.Bieb.[7]: Sie kommt nach Euro+Med in der Ukraine und im südlichen Russland vor.[10]
- Riesenschleierkraut (Crambe cordifolia Steven):[7] Sie kommt in Aserbaidschan vor.
- Crambe edentula Fisch. & C.A.Mey. (Syn.: Crambe cretacea (Czerniak.) Czerniak.):[7] Sie kommt in Turkmenistan und vielleicht auch in Usbekistan vor.[8]
- Crambe feuilleei A.Santos:[7] Sie wurde 2008 erstbeschrieben. Dieser Endemit kommt nur auf der kanarischen[8] Insel El Hierro vor.[11][9]
- Crambe filiformis Jacq.:[7] Sie kommt in Marokko, Algerien und Spanien vor und ist in Südamerika ein Neophyt.[8]
- Crambe fruticosa L. f.:[7] Sie kommt in zwei Unterarten auf der Inselgruppe Madeira vor:[8]
  - Crambe fruticosa L. f. subsp. fruticosa: Sie kommt nur auf Porto Santo und im westlichen Teil der Insel Madeira vor.[9]
  - Crambe fruticosa subsp. pinnatifida (Lowe) Prina & Mart.-Laborde (Syn.: Crambe fruticosa var. brevifolia Lowe, Crambe fruticosa var. sublaevis O.E.Schulz): Den Rang einer Unterart hat sie 2008 erhalten.
- Crambe gomeraea Webb ex H.Christ: Sie kommt mit zwei Unterarten[7] auf den Kanaren vor:[8]
  - Crambe gomeraea Webb ex H.Christ subsp. gomeraea[7]: Dieser Endemit kommt nur auf der Insel La Gomera vor.[9]
  - Crambe gomeraea subsp. hirsuta Prina[7]: Sie wurde 2008 erstbeschrieben.
- Crambe gordjaginii Sprygin & Popov:[7] Sie kommt in Afghanistan, Kirgisistan, Tadschikistan und Usbekistan vor.[8]
- Crambe grandiflora DC.:[7] Sie kommt in der Türkei, im Iran, im russischen Kaukasusraum und auf der Krim vor.[8]
- Crambe grossheimii I.Khalilov:[7] Sie kommt in Aserbaidschan und in Turkmenistan vor.[8]
- Crambe hedgei I.Khalilov:[7] Sie kommt in Afghanistan vor.[8]
- Spanischer Meerkohl (Crambe hispanica L.):[7] Sie kommt in Italien, Kroatien, Albanien, Griechenland, in Westasien und im tropischen Afrika vor.[8] Es gibt drei Unterarten:
  - Krambe (Crambe hispanica subsp. abyssinica (Hochst. ex R.E.Fr.) A.Prina, Syn.: Crambe abyssinica Hochst. ex R.E.Fr.): Sie kommt in Äthiopien, Kenia, Tansania, Uganda, Ruanda und Zaire vor und ist in der Türkei ein Neophyt.[8]
  - Crambe hispanica subsp. glabrata (DC.) Cout.) Crambe glabrata DC. (Syn.::[7] Sie kommt in Marokko, Portugal und in Spanien vor.[8]
  - Crambe hispanica subsp. hispanica: Sie kommt in Italien, Kroatien, Albanien, Griechenland, in Marokko und in Westasien vor.[8]
- Crambe juncea M.Bieb. (Syn.: Crambe aculeolata (N.Busch) Czerniak.):[7] Sie kommt in Aserbaidschan, Armenien, Georgien und im Iran vor.[8]
- Crambe kilimandscharica O.E.Schulz:[7] Sie kommt in Äthiopien, Kenia, Uganda, Tansania, Ruanda und Zaire vor.[8]
- Crambe koktebelica (Junge) N.Busch:[7] Sie kommt auf der Krim und im russischen Kaukasusraum vor.[8]
- Crambe kotschyana Boiss. (Syn.: Crambe cordifolia subsp. kotschyana (Boiss.) Jafri):[7] Sie kommt in Indien, Pakistan, Afghanistan, im Iran, in Zentralasien und in China vor.[8]
- Crambe kralikii Coss.:[7] Die zwei Unterarten[7] kommen in Marokko und in Algerien vor.[8]
  - Crambe kralikii subsp. garamas (Maire) Podlech:[7] Sie kommt nur in Algerien vor.
  - Crambe kralikii Coss. subsp. kralikii (Syn.: Crambe kralikii var. genuina Maire)[7]
- Crambe laevigata DC. ex H.Christ:[7][8] Dieser Endemit kommt nur im nordwestlichen Teil der Insel Teneriffa vor.[9]
- Echter Meerkohl (Crambe maritima L., Syn.: Crambe pontica Steven ex Rupr.):[7] Sie kommt in Europa und im Kaukasusraum vor und ist in Oregon ein Neophyt.[8]
- Crambe microcarpa A.Santos:[8] Dieser Endemit kommt nur im nördlichen Teil der Insel La Palma vor.[9]
- Crambe orientalis L. (Syn.: Crambe amabilis Butkov & Majlun):[7] Es gibt etwa zwei Unterarten:[7]
  - Crambe orientalis L. subsp. orientalis (Syn.: Crambe persica Boiss.):[7] Sie kommt in Westasien, in Turkmenistan und im Kaukasusraum vor.[8]
  - Crambe orientalis subsp. sulphurea (Stapf ex O.E.Schulz) Prina (Syn.: Crambe glaberrima (Bornm.) Mouterde ex Greuter & Burdet, Crambe orientalis var. sulphurea Stapf ex O.E.Schulz, Crambe persica var. glaberrima Bornm.):[7] Sie kommt in der Türkei, im Irak und im Iran vor.[8]
- Crambe pinnatifida W.T.Aiton:[7] Sie kommt in Armenien, Rumänien und in der Ukraine vor.[8]
- Crambe pritzelii Bolle:[7][8] Dieser Endemit kommt nur im nördlichen sowie östlichen Teil der Insel Gran Canaria vor.[9]
- Crambe santosii Bramwell (Syn.: Crambe gigantea (Ceballos & Ortuño) Bramwell non Kit. ex Janka, Crambe strigosa var. gigantea Ceballos & Ortuño):[8] Dieser Endemit kommt nur auf La Gomera vor.[9]
- Crambe scaberrima Webb ex Bramwell:[7][8] Dieser Endemit kommt nur im nordwestlichen Teil der Insel Teneriffa vor.[9]
- Crambe schugnana Korsh.[7]: Sie wurde aus Zentralasien erstbeschrieben.
- Crambe scoparia Svent.:[7][8] Dieser Endemit kommt nur im zentral-östlichen Teil der Insel Gran Canaria vor.[9]
- Crambe sinuato-dentata Hochst. ex F.Petri:[7] Sie kommt in Äthiopien, Kenia und Uganda vor.[8]
- Crambe steveniana Rupr.:[7] Sie kommt auf der Krim, im Kaukasusraum und vielleicht auch in Georgien vor.[8]
- Schmächtiger Meerkohl (Crambe strigosa L'Hér.):[7] Er kommt nur auf den kanarischen Inseln Teneriffa sowie La Gomera vor.[8][9]
- Crambe sventenii B.Pett. ex Bramwell & Sundell:[7][8] Dieser mit 2010 gezählten 476 Exemplaren sehr seltene, bedrohte Endemit kommt nur im südlichen Teil der Insel Fuerteventura vor.[9]
- Crambe tamadabensis A.Prina & A.Marrero:[7][8] Dieser mit gezählten 5749 Exemplaren sehr seltene, bedrohte Endemit kommt nur im nordwestlichen Teil der Insel Gran Canaria vor.[9]
- Tatarischer Meerkohl (Crambe tataria Sebeók)[7]
- Crambe wildpretii A.Prina & Bramwell:[7][8] Sie kommt auf den Kanaren vor. Dieser mit 2008 gezählten 34 Exemplaren sehr seltene, bedrohte Endemit kommt nur im nordwestlichen Teil der Insel La Gomera vor.[9]

Nicht mehr zur Gattung Crambe gehört:
- Crambe teretifolia Batt. & Trab. → Crambella teretifolia (Batt. & Trab.) Maire[7]

## Nutzung
Die Krambe (Crambe hispanica subsp. abyssinica) ist in Afrika zu finden. Ihr ursprüngliches Verbreitungsgebiet befindet sich im Hochland von Abessinien in Äthiopien, in Ruanda sowie an der afrikanischen und kleinasiatischen Mittelmeerküste bis in die Türkei. Seit den 1930er Jahren und vor allem nach dem Zweiten Weltkrieg verbreitete sich die Krambe als Kulturpflanze in Russland und Osteuropa. Sie wird in kleineren Beständen in mehreren europäischen Ländern und großflächiger auch in den trockeneren Gebieten der Vereinigten Staaten von Amerika angebaut.
Mit Ausnahme der Krambe, die aufgrund ihres hohen Gehalts an Erucasäure toxisch ist, werden alle Meerkohlarten als Nahrungs- oder Futterpflanzen genutzt. Dabei spielt der Echte Meerkohl auch in der menschlichen Ernährung eine Rolle und wird als Gemüse zubereitet. Crambe kotschyana und das Riesenschleierkraut werden als Futterpflanzen genutzt, wobei vor allem die stark stärkehaltigen Pfahlwurzeln und Rhizome eine wichtige Rolle spielen. Der Tatarische Wildkohl wurde niemals kultiviert, spielte allerdings wahrscheinlich bereits in der Antike eine Rolle als Wildgemüse.
Die Krambe wird ausschließlich als Ölpflanze genutzt, da die Inhaltsstoffe für den Menschen und das Nutzvieh ungenießbar bis giftig sind. Sie findet vor allem Verwendung bei der Herstellung von Schaumbremsern in Waschmittel (Emulgatoren), technischen Ölen und Gleitfetten. Weitere Einsatzgebiete liegen in der Herstellung von Kunstfasern, Alkydharzen und Weichmachern sowie bei der Produktion von pharmazeutischen Erzeugnissen. Durch den Einsatz von Grüner Gentechnik soll zudem die Produktion von Wachsestern für Schmiermittel in der Fahrzeugindustrie ermöglicht werden.